# Jon Bordon
Jon Åke Magnus Bordon (tidigare Axelsson), född den 11 juli 1977 i Växjö, är en svensk musikproducent och artist. Han har producerat artister som Ola Salo, Melody Club, Nicole Sabouné, Hey Elbow, Sylvester Schlegel, Loren Francis, The Exploding Boy, It's For Us med flera. Hans studio heter "Joniverse Studio" och ligger på Södermalm i Stockholm.

## Diskografi

### Album
- The Tambureens – Tambourine Girl (1995)
- The Tambureens – Love Affairs (1998)
- Melody Club – Music Machine – 2002
- Melody Club – Face the Music – 2004
- Melody Club – Scream – 2006
- Melody Club – At Your Service – 2007
- Melody Club – Goodbye To Romance – 2009

### Singlar
- The Tambureens – Pretty Thing (1998)
- Melody Club – Palace Station – 2002
- Melody Club – Electric – 2002
- Melody Club – Covergirl – 2003
- Melody Club – Take Me Away – 2004
- Melody Club – Baby (Stand Up) – 2004
- Melody Club – Boys In The Girls' Room – 2005
- Melody Club – Wildhearts – 2005
- Melody Club – Destiny Calling – 2006
- Melody Club – Fever Fever – 2007
- Melody Club – Last Girl On My Mind – 2007
- Melody Club – Girls Don't Always Wanna Have Fun – 2009